# St.-Nikolaus-Kapelle (Isweiler)

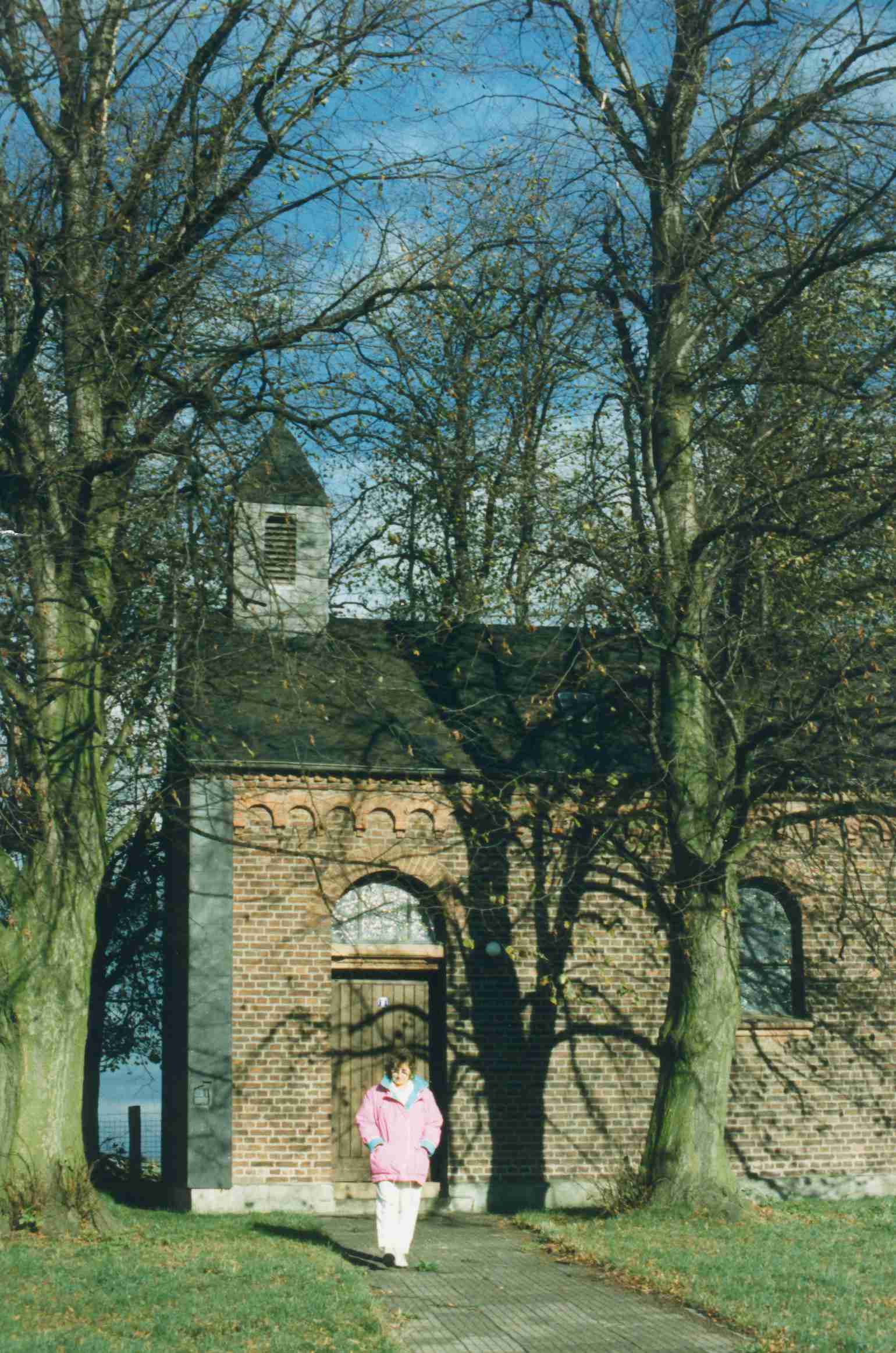
Die Kapelle

Die denkmalgeschützte St.-Nikolaus-Kapelle steht in Isweiler, einem kleinen Weiler in der Gemeinde Nörvenich im Kreis Düren (Nordrhein-Westfalen).
Nach dem Volksmund soll die frühere Kapelle um 1900 zusammengefallen sein. Die Nikolausfigur mit Bütte und drei Kindern darin kam zur damaligen Pfarrkirche nach Kelz. Früher zog am Nikolaustag eine Prozession von Kelz nach Isweiler, später zog sie von Frauwüllesheim nach Isweiler. Seit dem Ende des 20. Jahrhunderts sind die Prozessionen eingestellt.
Die Kapelle ist ohne Dachreiter etwa 6 m hoch, 5 m breit und 8 m lang. Sie wurde aus Ziegelsteinen gebaut und hat ein beschiefertes Satteldach. Die Westwand ist mit Schiefer verkleidet.
Die Kapelle wurde am 11. März 1985 in die Denkmalliste der Gemeinde Nörvenich unter Nr. 28 eingetragen.